# Détroit de Cabot
 (juin 2022).
Si vous disposez d'ouvrages ou d'articles de référence ou si vous connaissez des sites web de qualité traitant du thème abordé ici, merci de compléter l'article en donnant les références utiles à sa vérifiabilité et en les liant à la section « Notes et références ».
Pour les articles homonymes, voir Cabot.
Le détroit de Cabot est situé dans l'est du Canada, large d'environ 110 kilomètres entre le cap Ray sur l'île de Terre-Neuve et l'île du Cap-Breton. Comme le détroit de Canso, il ne s'ouvre pas directement sur l'océan Atlantique, mais sur la partie sud du golfe du Saint-Laurent. Quant au troisième débouché du golfe, le détroit de Belle Isle, il communique directement avec la mer du Labrador, une partie de l'océan Atlantique. Son nom vient de celui de l'explorateur génois Giovanni Caboto, ou Jean Cabot.
Voie maritime d'une importance stratégique dans l'histoire du Canada et de Terre Neuve, le détroit est aussi une importante route maritime internationale, reliant l'Atlantique avec les ports des Grands Lacs et du Saint-Laurent. Il est traversé quotidiennement par le Marine Atlantic Ferry Service reliant Channel-Port aux Basques au sud de Terre-Neuve et North Sydney, en Nouvelle-Écosse. Les ferries traversent le détroit depuis 1898 et un câble télégraphique sous-marin a été déposé en 1856, dans le cadre du projet du Câble télégraphique transatlantique.
L'île Saint Paul, située dans le détroit et qui du temps de la navigation à voiles, causa d'innombrables naufrages, est surnommée le cimetière du Golfe (du Saint-Laurent).